# 戴法兴
戴法兴（414年—465年9月6日），表字不詳，會稽山陰（今浙江紹興）人。南朝宋時宋孝武帝寵臣，雖然官職不高，但卻因皇帝親任得以掌握實權，權勢直至宋前廢帝繼位後仍然延續，但這卻令前廢帝對他很不滿，終將其賜死。

## 生平
戴法興出身贫寒，父親戴碩子是賣紵布為生。不過戴法興與兩位哥哥戴延壽及戴延興都修身有成，延壽書法好，法興就好學。當時山陰人就以他們三兄弟和當地富人陳載相提並論，說：「戴碩子三兒，敵陳載三千萬錢。」
法興年輕時曾在山陰市集中賣葛布，後为官府小吏，終得以入為尚書倉部令史。及後執政的彭城王劉義康到尚書選令史，就選中了包括法興內的五人，遂以法興為記室令史。劉義康失勢後，戴法興轉為武陵王劉駿的征虜記室掾，後隨轉撫軍記室掾。元嘉二十八年（451年），劉駿轉南中郎將、江州刺史，亦以戴法興為南中郎典籤。
元嘉三十年（453年），太子劉劭弒父奪位，劉駿起兵討伐，轉法興、戴明寶及蔡閑三個典籤為參軍督護。同年劉駿擊敗劉劭，即位為帝，即宋孝武帝，以法興為南臺侍御史，同兼中書通事舍人，因其專管內務，權勢很重。孝建元年（454年），法興解中書通事舍人，加建武將軍、南魯郡太守，到東宮侍太子。大明二年（458年），孝武帝追論三個典籤昔日參與討伐的功勳，封法興為吳昌縣男，食邑三百戶。法興後轉員外散騎侍郎，給事中，太子旅賁中郎將，仍兼南魯郡太守。
孝武帝對朝政事事都親身參與，不放權給諸大臣，故作為孝武帝信任的心腹就得分擔皇帝事務。而法興知古今事的特點就令其一直都得孝武帝親侍，即使職務是在東宮，亦很得孝武重用。當時孝武帝在處理選授、遷轉、誅殺和賞賜官員等大事都與法興及巢尚之討論。法興參與這些重要事務，而他每次向皇帝推薦的都得准許，因此就有很多人去拜訪法興，和他拉關係，而法興亦從中多收賄賂，遂令家產變得豐厚。
大明八年（464年），孝武帝去世，宋前廢帝繼位，轉法興為越騎校尉。當時太宰江夏王劉義恭受遺詔輔政，前廢帝繼位後又加其錄尚書事，按理當總掌朝政，然而他卻畏懼向來掌權的法興等人，竟然退讓，故前廢帝即位後未親政期間，不論詔命施政還是尚書大小事都由法興決斷，義恭等人只是有空名而已。不過，前廢帝即位時已經十五歲，總想按自己意思做點事，但卻屢遭戴法興壓制，甚至以宋少帝被廢往事相論，對廢帝說：「官所為如此，欲作營陽耶？」這令前廢帝很不滿。當時前廢帝有一得寵宦官華願兒，廢帝賜予了很多財帛給他，但法興就多次裁減這些賞賜，故令華願兒很痛恨他，故廢帝就派了華願兒到民間察聽當時民間風聲謠言。願兒聽到有人稱法興為真天子，廢帝只是贋天子，將之報告給廢帝，稱法興會危及廢帝地位，遂令廢帝大怒，於永光元年（465年）免去法興的官職，遣他回鄉並要將他流放到遠郡，不久更命人到其家中賜死他，享年五十二歲。法興死後，廢帝又殺了他兩個兒子，燒其棺槨，抄沒其財物。
同年宋明帝即位，本來下詔稱許他，還將恢復其爵位，以其孫戴靈珍繼嗣，但接著又下詔說：「法興小人，專權豪恣，雖虐主所害，義由國討，不宜復貪人之封，封爵可停。」最終都沒恢復其爵位。

## 延伸阅读
[在维基数据编辑]
 《宋書/卷94》，出自沈约《宋书》